# Role Play
Role Play ist ein US-amerikanisch-deutsch-französischer Spielfilm des Regisseurs Thomas Vincent nach einem Drehbuch von Seth W. Owen mit Kaley Cuoco, Bill Nighy, David Oyelowo und Connie Nielsen. Der deutsche Kinostart des Thrillers war am 4. Januar 2024, auf Prime Video (USA) wurde der Film am 12. Januar 2024 veröffentlicht. Am 12. Juli 2024 erschien der Film in Deutschland auf Prime Video.

## Handlung
Emma und Dave Brackett sind ein Ehepaar mit zwei Kindern, Caroline und Wyatt, das ein normales Leben in der amerikanischen Vorstadt zu führen scheint. Emma führt jedoch ein Doppelleben als Auftragsmörderin. Um ihre Beziehung neben Kindern und Job zu beleben, wollen sie ihre freie Zeit mit Rollenspielen verbringen.
An ihrem Hochzeitstag vereinbaren sie, sich in einem Nobelhotel an der Bar zu treffen und so zu tun, als ob sich zwei Fremde begegnen und kennenlernen würden. Plötzlich taucht ein geheimnisvoller Mann auf, der sich als Bob Kellerman vorstellt. Er scheint Emma zu kennen und beginnt, Andeutungen über einige Morde zu machen. David vermutet zunächst, dass seine Frau diesen Mann engagiert hatte, um ihre Rolle interessanter und aufregender zu machen. Als Dave einschläft sucht Emma Kellerman in dessen Hotelzimmer auf, wo dieser versucht sie zu erpressen, jedoch von ihr getötet wird.
Als nach Emma und Dave gefahndet wird, da sie im Gespräch mit dem Mann gesehen wurden, verschwindet Emma zu ihrem Auftraggeber Raj nach Berlin. Dave wird von der Polizei einvernommen. Die Detectives Gwen Carver und Karen Shah eröffnen ihm, dass es sich bei seiner Frau um eine Auftragskillerin namens Anna Peller handelt. Dave findet im gemeinsamen Haus eine Kiste mit Emmas Ausrüstung. Bald darauf wird er erneut von Carver und Shah aufgesucht und unter Druck gesetzt.
In Berlin wird Emma aufgespürt. Es gelingt ihr ihren Verfolgern zu entkommen, doch Raj stirbt. Dave gelingt es, mit Emma Kontakt aufzunehmen und konfrontiert sie mit seinen Erkenntnissen. Er folgt ihr nach Berlin, wo sie ihm ihre Vergangenheit offenlegt. Beide werden von dem Syndikat Sovereign gefangen genommen, das von Carver geleitet wird. Carver verlangt von Emma, dass sie zu ihrer Arbeit als Auftragsmörderin zurückkehrt. Als Treuebeweis soll sie Dave töten, die gemeinsamen Kinder nutzt sie als Druckmittel.
Emma täuscht vor, Dave tatsächlich umzubringen und nimmt mit ihm gemeinsam den Kampf gegen Sovereign auf. Sie töten die Wachen, und am Ende verwundet Emma auch ihre Gegenspielerin Carver tödlich. Es gelingt ihnen die Kinder zu befreien und zu entkommen.

## Besetzung und Synchronisation
Die deutschsprachige Synchronisation übernahm die Berliner TaunusFilm Synchron. Dialogregie führte Monica Bielenstein, das Dialogbuch schrieb Cornelius Frommann.
| Rolle             | Darsteller          | Synchronsprecher   |
| ----------------- | ------------------- | ------------------ |
| Emma Brackett     | Kaley Cuoco         | Sonja Spuhl        |
| Dave Brackett     | David Oyelowo       | Tobias Schmitz     |
| Bob Kellerman     | Bill Nighy          | Stephan Schwartz   |
| Caroline Brackett | Lucia Aliu          | Liya Tolaz         |
| Gwen Carver       | Connie Nielsen      | Susanne von Medvey |
| Karen Shah        | Sonita Henry        | Anna Grisebach     |
| Molly             | Stephanie Levi-John | Aline Staskowiak   |
| Raj               | Rudi Dharmalingam   | Asad Schwarz       |
| Toby Berman       | Simon Delaney       | Sven Brieger       |
| Wyatt Brackett    | Regan Bryan-Gudgeon | Cyril Baudier      |

## Produktion und Hintergrund
Der Film wurde von der Yes, Norman Productions, der The Picture Company, der französischen Filmproduktionsgesellschaft Studiocanal und der deutschen Studio Babelsberg AG produziert. Als Produzenten fungierten Kaley Cuoco, Alex Heineman und Andrew Rona und als Executive Producer Luc Etienne.
Die Dreharbeiten fanden an 45 Drehtagen vom 14. Juli bis zum 13. September 2022 in Deutschland und den USA statt. Gedreht wurde hauptsächlich im Studio Babelsberg in Potsdam, in Brandenburg (u. a. Dahme-Spreewald) und Berlin. Unterstützt wurde die Produktion vom Deutschen Filmförderfonds.
Die Kamera führte Maxime Alexandre, die Musik stammt von Rael Jones, die Montage verantwortete Gareth C. Scales und das Casting John Papsidera und Cornelia von Braun (Deutschland). Das Set-Design gestaltete Marco Bittner Rosser, das Maskenbild Sandra Leutert und das Kostümdesign Mona May.
Für die Rolle des Bob war ursprünglich Billy Bob Thornton vorgesehen, aus terminlichen Gründen übernahm diese Bill Nighy. In einem Interview verriet Cuoco, dass sie ihre Schwangerschaft am Set außer gegenüber ihrem Stunt-Double während der Dreharbeiten geheim gehalten habe und daher einige Stunts auch selber machen konnte.

## Rezeption

### Kritiken
Lida Bach meinte auf riecks-filmkritiken.de, dass alles wie lustlos zusammengeworfene Überbleibsel aus wohlweislich verworfenen Projekten wirke. Die Inszenierung zerfalle in sichtbar gestellte Kampf-Choreografien und abgeschmackte Gags. Weder romantische noch komödiantische Chemie existiere zwischen dem Darsteller-Duo, dessen aufgesetztes Schauspiel zumindest zum Titel passe.
Oliver Armknecht vergab auf film-rezensionen.de sieben von zehn Punkten. Originell sei es nicht, wenn ein Mann feststellt, dass seine Frau in Wahrheit eine Auftragskillerin ist. Trotz der Vorhersehbarkeit und eines schwächeren letzten Drittels mache es aber Spaß, bei dieser Ehekrise dabei zu sein, vor allem wegen des spielfreudigen Ensembles.
mucke-und-mehr.de bewertete den Film mit sechs von zehn Punkten. Dieser beginne unterhaltsam und bereite einiges an Spaß, auch weil die Chemie zwischen Kaley Cuoco und David Oyelowo stimme und die pointierten Dialoge Freude bereiteten. Der Film bleibe auch in seinem zweiten Drittel noch rasant und als Fusion aus Action-Thriller und Komödie kurzweilig, verliere dann aber an Fahrt. Trotzdem habe man zumindest über zwei Drittel gute Unterhaltung.
Christoph Petersen vergab auf filmstarts.de 2,5 von 5 Sternen. Das Drehbuch sei nicht wirklich clever und die Action nicht sonderlich spektakulär, aber die Chemie zwischen Kaley Cuoco und David Oyelowo rette dieses aus dem Ruder gelaufene Rollenspiel zumindest über die Ziellinie.

### Abrufe
Laut digital i erreichte der Film in Deutschland im Juli 2024 rund 827.000 Haushalte.